# Горват Ганна Андріївна
Ганна Андріївна Го́рват (нар. 5 листопада 1924, Берегове — пом. 11 жовтня 2005, Берегове) — українська художниця декоративного мистецтва, скульпторка; членкиня Спілки художників України з 1963 року; членкиня Мальтійського ордена.

## Біографія
Народилася 5 листопада 1924 року в місті Береговому (тепер Закарпатська область, Україна) в сім'ї робітника залізниці. Два з половиною роки навчалася в русинськомовній початковій школі. Зі зміною її батьком місця роботи відвідувала словацьку, а згодом — німецьку евангелічну школи. Успішно склала іспити в Кошицьку гімназію імені Ференца Ракоці та, у зв'язку з поверненням до Берегового, у 1944 році отримала атестат зрілості в Берегівській угорській гімназії. Художню освіту здобула самотужки.
Працювала на залізниці, потім художницею на Берегівському цегельному заводі. Була декораторкою міського кінотеатру, журналістом Закарпатської обласної газети, звідки вийшла на пенсію. Одночасно з роботою вела гуртки малювання, створювала ілюстрації, керувала літературною студією. Жила у місті Береговому в будинку на вулиці Фабричній № 12, потім в будинку на вулиці Тараса Шевченка № 39-А, квартира 73. Померла в Береговому 11 жовтня 2005 року.

## Творчість
Працювала в галузі скульптури, живопису, графіки, монументально-декоративного мистецтва, займалася карбуванням, медальєрством. Серед робіт:
- «Купальниця» (1965);
- «У вихідний день» (1967);
- «Біля хвіртки» (1968);
- «У вихідний день в селі Водяне» (1968, темпера).
- «Мати з дитиною» (1969, шамот);
- «Гончарі» (1970);
- «Старе і нове Берегове» (1972);
- «У театрі» (1973);
- «Сільське господарство» (1973);
- «Петров-Водкін» (1973);
- «Селянка, яка сидить» (1974);
- «Леся Українка» (1975);
- «Відпочинок бетонщиків» (1976);
- «Бетговен» (1976);
- «Робітниця» (1980);
- «Берегівські вишивальниці» (1987);
- «Іштванко» (1990);
- «Христос у Мандорлі» (1991);
- «Бабуся» (1992);
- «Святий Франциск» (1994);
- «Ангел» (1994);
- «Жінка з Доброня» (1996);
- «Доля матері» (1998).

рельєфи
- керамічне панно для київського фірмового магазину «Закарпатська троянда» (1965);
- в клубі села Яношів Берегівського району Закарпатської області (1966);

Брала участь у всеукраїнських виставках з 1960 року, всесоюзних з 1970 року. Твори експонувалися у Варшаві, Будапешті, Ніредьгазі, Бухаресті, Кошіце, Берліні, Москві, Києві. Персональна виставка відбулася у Берегововому у 1969 році.
Окремі роботи зберігаються у Закарпатському художньому музеї.

## Відзнаки
- Заслужена художниця України з 1996 року;
- Нагороджена численними грамотами[2];
- Почесна громадянка Берегового[2].
- Диплом і медаль «За угорську культуру» (1991)[4]

## Вшанування
- Її ім'я носить Берегівська гімназія (колишня загальноосвітня школа № 6)[2];
- Працівники телестудій Києва, Москви, Ужгорода, Будапешта, Берліна створили кілька портретних відеофільмів про Ганну Андріївну та ії творчість[2].